# 애니 일론제이
애니 일론제이(영어: Annie Ilonzeh, 1983년 8월 23일 ~ )는 미국의 배우이다. 아버지는 이보족 나이지리아인이다.

## 출연 작품
- 그는 당신에게 반하지 않았다
- 올 아이즈 온 미
- 아이 엠 마더 - FBI 요원 리사 인먼 역